# Wenzeslaus Wieden
Wenzeslaus Wieden (Langenau, 1769 – Oostende, 1814) was een Boheems-Belgisch kunstschilder. Hij was gehuwd met Josephine-Thérèse Vermeire.

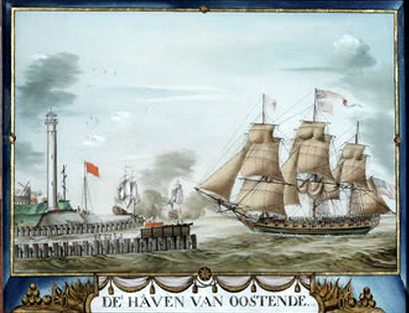
"De haven van Oostende, 1814". Een Frans korvet nadert de havenhoofden van Oostende terwijl andere schepen saluutschoten afvuren. De oude vuurtoren en de semafoor zijn duidelijk te zien.

Wieden was gespecialiseerd in het schilderen van scheepsportretten in achterglastechniek (zogenaamde églomisé). Wieden was werkzaam in Oostende, zeker van 1802 af. Hij is de oudst-gekende kunstenaar in België, die dit genre en deze techniek beoefende. Deze voorloper was een hoogstaande dilettant die op uitstekende wijze zijn schepen schilderde. Zijn schilderijen vormden geen massaproductie..Slechts zes werken van hem bekend
Navolgers in Oostende waren: François-Laurent Meseure, Petrus Nefors, E. Devriese en de familie Weyts. De Fransman Lamartinière zou leerling van hem geweest zijn.
Hij signeerde zijn werken met W.W. of W. Wieden.

## Verzamelingen
- Antwerpen, MAS (voorheen Nationaal Scheepvaartmuseum)